# جنگل‌های بارانی و تالاب‌های کلخی
جنگل‌های بارانی و تالاب‌های کلخی (به انگلیسی: Colchic Rainforests and Wetlands) در باتومی، گرجستان قرار دارد. جنگل‌های بارانی و تالاب‌های کلخی از آثار میراث جهانی است که در سال ۲۰۲۱ به عنوان یک اثر طبیعی با شماره ثبت ۱۶۱۶ در فهرست میراث جهانی یونسکو ثبت گردید.

## ثبت جهانی
این اثر در ۴۴امین نشست سازمان یونسکو به میزبانی چین با شماره ثبت ۱۶۱۶ ثبت جهانی شد.